# Kauan
Kauan est un groupe de doom metal/post-rock atmosphérique, fondé en 2005 à Chelyabinsk en Russie. Le nom vient du Finnois, et de nombreuses paroles sont en finnois.

## Membres

### Membres actuels
- Anton Belov – musique, chant (2005–maintenant)
- Alex Vynogradoff – guitare basse, chœurs (2013–maintenant)
- Alina Belova – claviers, chœurs (2013–maintenant)
- Anatoly Gavrylov – violon alto (2013–maintenant)
- Anton Skrynnik – batterie (2013–maintenant)

### Anciens membres
- Alexander Borovikh – guitare, chœurs (2007)
- Lyubov Mushnikova – violon (2006–2011)

### Membres additionnels
- Igor Andrievskiy - violon
- Maxim Rymar - violoncelle
- Vladimir Babutin - violoncelle
- Artur Andriasyan - claviers, chœurs
- Astaroth Merc - guitare solo

## Discographie

### Albums studio
- Lumikuuro (2007, BadMoodMan Music)
- Tietäjän Laulu (2008, BadMoodMan Music)
- Aava Tuulen Maa (2009, Firebox Records/BadMoodMan Music)
- Kuu.. (2011, Avantgarde Music)
- Pirut (2013, Blood Music)
- Sorni Nai (2015, Blood Music)
- Kaiho (2017, autoproduction)
- Kaiho (2018, version instrumentale)
- Ice Fleet (9 avril 2021)

### Compilation
- Private Release digital box set (2013, autoproduction)
- Muistumia (2014, Blood Music)

### Apparition dans d'autres compilations
- "Vmesto Slez" on Der Wanderer über dem Nebelmeer (2010, Pest Productions)

1. ↑  « Lumikuuro – Kauan – Listen and discover music at », Last.fm, 11 février 2009 (consulté le 12 novembre 2011)
2. ↑  « Kauan - Encyclopaedia Metallum: The Metal Archives », sur www.metal-archives.com (consulté le 27 octobre 2017)